# Marte 1
Marte 1, também conhecida como 1962 Beta Nu 1, Mars 2MV-4 ou Sputnik 23, foi a designação de uma sonda espacial da União Soviética usada na primeira missão "oficial" destinada a explorar o planeta Marte em 1 de Novembro de 1962.

## Características
- Fabricante: OKB-1
- Plataforma: M-62
- Data e hora do lançamento:
  - 1 de Novembro 1962 16:14:16 UTC
- Massa: 893,5 kg
- Dimensões: 
  - Altura: 3,3 m
  - Largura: 4 m (com os painéis solares estendidos)

## A missão
Como era hábito dos soviéticos na época não incluir dados de lançamentos que terminaram em falha, esta foi considerada oficialmente a primeira missão do Programa Marte, visto que todas as anteriores tiveram falhas no lançamento. 
Sua missão, era de passar próximo (cerca de 11 mil km) ao planeta Marte e obter fotos da sua superfície, enviar dados sobre a radiação cósmica, impactos de micrometeoros, dados do campo magnético  marciano, radiação ambiental, estrutura atmosférica do planeta e a possibilidade de compostos orgânicos. Depois que se afastou da órbita da Terra, o quarto estágio do foguete se separou da sonda, e os painéis solares foram abertos. Assim que a espaçonave se estabilizou, a telemetria reportou que havia um vazamento em um das válvulas de gás no sistema de orientação, devido a isso, a sonda foi transferida para o sistema de estabilização por giroscópio.
Foram enviadas 61 transmissões de rádio, inicialmente em intervalos de dois dias e depois de cinco, nos quais uma grande quantidade de dados interplanetários foi coletada. No dia 21 de março de 1963, quando a sonda estava a caminho, a uma distância de 106 760 000 km da Terra, as comunicações cessaram, provavelmente devido a uma falha no sistema de orientação da antena da sonda. A maior aproximação de Marte aconteceu no dia 19 de junho de 1963 a uma distância de aproximadamente 193 mil km depois do que, a sonda entrou em uma órbita heliocêntrica.